# Benakanholi, Hukeri
Benakanholi là một làng thuộc tehsil Hukeri, huyện Belgaum, bang Karnataka, Ấn Độ.